# 列国議会同盟

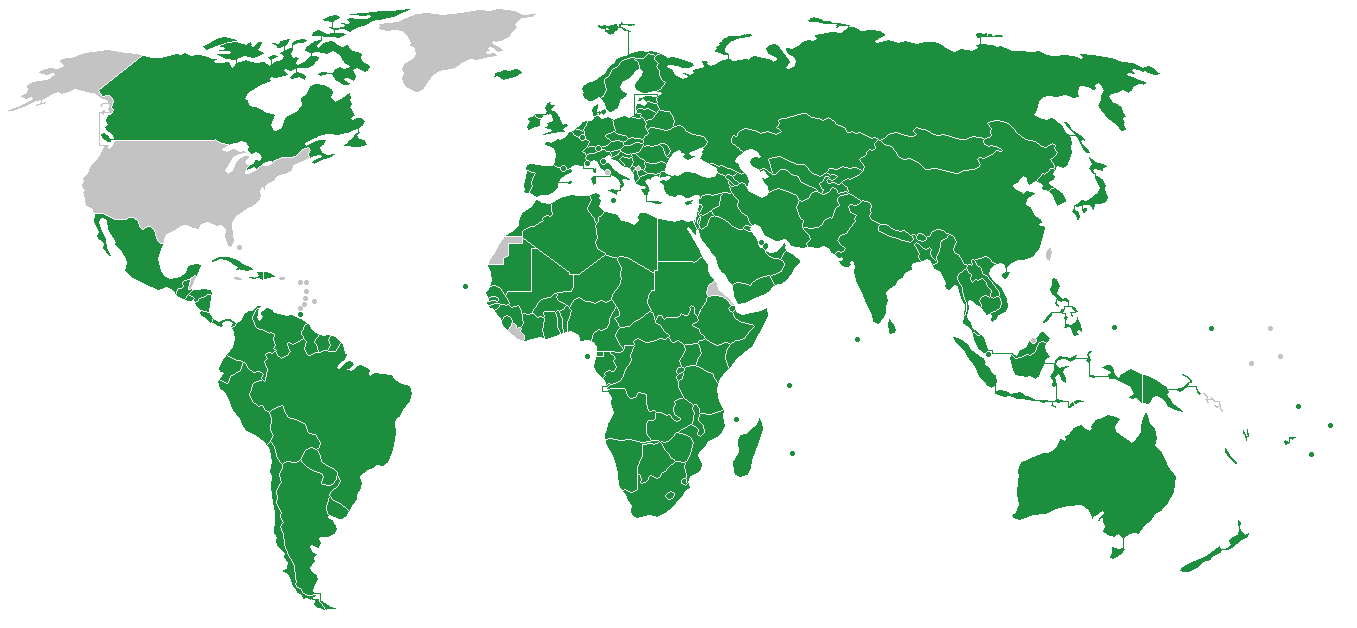
参加国

列国議会同盟（れっこくぎかいどうめい、英語: Inter-Parliamentary Union, IPU、フランス語: L'Union Interparlementaire, "UIP"）は、主権国家の議会による国際組織である。本部はスイス・ジュネーヴ。ジュネーブに本部を置く多国間政治組織の中では最も古いものとなっている。

## 概要
イギリスのウィリアム・ランダル・クリーマー卿とフランスのフレデリック・パシーの提唱により、1889年6月、パリで設立された。誕生の背景には、機能主義的国際組織化の潮流があった。公用語は英語とフランス語。
列国議会同盟は、世界最初の政治的多国間交渉におけるフォーラムであるとされる。発足当初は、個々の国会議員の参加による組織であったが、後に世界各国の主権国家における議会の国際組織に転換していった。また、当初は国際仲裁裁判の理念を促進することに主な目的があり、1894年にハーグで開催された第5回会議では常設仲裁裁判所の組織を立案する委員会の設置勧告が採択され、翌年の第6回会議で常設仲裁裁判所設立の協定案がまとめられた。この案は各国政府に送付され、これがきっかけの一つとなり1899年の第1回万国平和会議招集となったとされる。今日では主な目的として、世界的規模での議会の対話の中心的な場として、平和と諸国民間の協力及び代議制諸制度の確立のために行動することを掲げている。IPU会議、評議員会、執行委員会とIPU事務局の4機関で構成されていて、諮問機関として各国議会事務総長会がある。IPU会議は年2回開催され、各国議会の招請による開催又はジュネーブにおける開催であり、そのうちの少なくとも１回の会議はジュネーブで開催される傾向にある。会議期間中には、女性議員フォーラム、国会議員の人権委員会、若手議員フォーラムも開催される。常設委員会として、平和及び安全保障に関する委員会、持続可能な開発に関する委員会、民主主義及び人権に関する委員会と国連に関する委員会がある。
1922年のウィーン会議で憲章が採択された。この憲章はその後様々な修正がなされた後、1976年のマドリード会議で再構成された。
2025年7月現在、世界の181の議会が加盟している。設立時の加盟国であったアメリカ合衆国は、2003年10月の第109回会議で、3年以上分担金の滞納により加盟資格停止となった。
国際連合との連携の強化にも力を入れており、ニューヨークに国連連絡事務所を設置している。
2024年現在の議長は、タリア・アクソン（タンザニア議会議長）。

## 日本国会の参加
日本国会は、1908年に加盟し、1939年に資格停止になった後、1952年に復帰した。議員団は、国会議員有志により組織し、団長は両院の議長の中より充てて、副団長は両院の副議長を、顧問には団長とならなかった議長をそれぞれ充てることとしている。
日本では、1960年の第49回会議、1974年の第61回会議と、1994年の持続可能な地域開発のための科学技術に関するIPUアジア・太平洋会議、2015年のIPU世界若手議員会議東京会合が開催された。IPU世界若手議員会議は、45歳未満の国会議員による会合で、2015年の東京会合は初めてジュネーブ以外で開催された。
また、17名から成る執行委員のうち、アジア・太平洋地域グループ代表執行委員として、日本国会からは、福永健司、小宮山重四郎、平泉渉、瓦力、鈴木俊一が、それぞれ務めたことがある。

## 活動事例
ウェブ上に毎月、各国議会の女性議員の人数・割合を公表している。
1994年に「政治活動における男女間の不均衡是正のためのIPU行動計画」を採択した。
2006年10月18日、日本議員団の北朝鮮の核実験を緊急追加議題とする提案によって、北朝鮮の核実験発表を非難し、核開発の即時放棄を求める「北朝鮮による核実験声明と核不拡散体制の強化」決議(英語: The announcement by the Democratic People's Republic of Korea of its nuclear weapons test and the strengthening of the nuclear non-proliferation regime)を賛成897票、反対32票、棄権240票の大差で採択した。
2007年、ユニセフと共同で子どもへの暴力に対処するための国会議員向けハンドブックを発表した。

## ノーベル平和賞
列国議会同盟の歴代首脳中、以下の10人がノーベル平和賞を受賞している。
- フレデリック・パシー（フランス、1901年受賞）
- シャルル・アルベール・ゴバ（スイス、1902年)
- ウィリアム・ランダル・クリーマー（英国、1903年）
- フレデリック・バイエル（デンマーク、1908年）
- オーギュスト・マリ・フランソワ・ベールナールト（ベルギー、1909年）
- エストゥールネル・ド・コンスタン（フランス、1909年）
- アンリ・ラ・フォンテーヌ（ベルギー、1913年）
- クリスティアン・ランゲ（ノルウェー、1921年）
- フェルディナン・ビュイソン（フランス、1927年）
- ルートヴィッヒ・クヴィデ（ドイツ、1927年）